# Ludwik Rusch
Ludwik Ferdynand Rusch, nazwisko pisane również jako: Rucz, Rutsch, Rusz lub Róż (ur. 18 sierpnia 1850 w Kielcach, zm. 18 marca 1863 pod Grochowiskami lub w 1883 w Warszawie) – powstaniec styczniowy. Najmłodszy uczestnik powstania styczniowego (1863–1864) liczący ok. 12,5 lat w momencie przystąpienia do jednostek powstańczych.

## Życiorys
Urodził się w ewangelicko-augsburskiej rodzinie mieszczańskiej jako syn Bernarda i Joanny (z domu Zielińska) i był prawdopodobnie najstarszym z dzieci swoich rodziców. Rodzeństwo: Karol, Emilia (późniejsza żona Jana Augusta Dreszera, matka Gustawa Orlicz-Dreszera) i Bronisława.
Brał udział w czternastu bitwach powstania styczniowego - w tym w Bitwie pod Grochowiskami (18 marca 1863).
Genealogia Polaków – Fundacja Odtworzeniowa Dziedzictwa Narodowego wskazała na podstawie aktu chrztu odnalezionego w archiwach parafii ewangelicko-augsburskiej w Kielcach, iż Ludwik Rusch był najmłodszym uczestnikiem powstania styczniowego (urodzony 18 sierpnia 1850) – był zatem o 12 dni młodszy od uznawanego dotychczas za najmłodszego członka oddziałów powstańczych w latach 1863–1864 – Feliksa Wiktora Riedla. 
W ciągu dalszych prac badawczych okazało się, że Rusch jednak przeżył powstanie styczniowe, będąc kolejno uczniem Gimnazjum Kieleckiego, a później telegrafistą w Radziwiłłowie. Zmarł w wieku 34 lat, w 1883 w Warszawie. Motywem podlegającym dalszym badaniom jest niezgodność co do informacji o śmierci Ruscha w powstaniu styczniowym, wynikająca z osobistych zapisków księgarza Aleksandra Nowoleckiego. 
Prawdopodobnie pierwsza wzmianka o śmierci Ludwika Ruscha pod Grochowiskami pojawia się w wspomnieniach Wiktora Wiśniewskiego. Opublikował on w 1866 swoje wspomnienia pod tytułem: „Wspomnienia kapitana wojsk polskich z roku 1863”. Problem w tym, że sam Wiśniewski nie brał udziału w bitwie pod Grochowiskami. Wiśniewski w taki sposób opisał Ruscha (pisownia oryginalna): 

Ludwiś Ruż dziecko trzynastoletnie, syn mieszczanina z Kielc. Dowcipny, zgrabniutki, był bawidełkiem całego obozu. Sztab go pieścił i zapraszał do jadła, a gdy kto z znakomitości odwiedzał obóz, to go przedstawiano jako syna obozowego. Wszyscy go znali, każdy go lubił, pieścił i obdarzył przysmaczkiem. Był on w trzynastu bitwach uzbrojony w karabinek kawaleryjski; strzelał celnie, i byli naoczni świadkowie, jak kilku Moskali trupem położył. W bitwie pod Miechowem widziano go siedzącego na płocie i strzelającego do Moskwy. Zginąć miał dopiero w czternastej bitwie pod Grochowiskami.

Dwa lata później bo w 1868 ukazała się kolejna książka, w której pojawiła się wzmianka o Ludwiku Ruschu W 1868 wydano książkę pod tytułem: „Pamiątka dla rodzin polskich: krótkie wiadomości biograficzne o straconych na rusztowaniach, rozstrzelanych, poległych na placu boju, oraz zmarłych w więzieniach, na tułactwie i na wygnaniu syberyjskim, 1861-1866r.: ze źródeł urzędowych, dzienników polskich, jak niemniej z ustnych podań osób wiarygodnych i towarzyszy broni Cz.2” Ukazała się tam następująca informacja (pisownia oryginalna):

Rucz Ludwik, 13to-letni chłopiec, syn mieszczanina z Kielc, gdy przybył do obozu Langiewicza, skłaniano go aby powrócił do domu, lecz namowy nie skutkowały; sztab go pieścił i bawił się nim; zwiedzającym obóz Langiewicza, przedstawiano go jako syna obozowego; uzbrojony w karabin kawaleryjski, dzielił trudy i marsze. Brał udział w 13tu bitwach, strzelał celnie, a świadkowie naoczni i towarzysze broni świadczą, że kilku moskali trupem położył. Bitwa pod Grochowiskami, z rzędu 14ta w której walczył, zadała cios śmiertelny dziecku żołnierzowi, ugodzony kulą, padł na miejscu.